# Železniška postaja Maribor Studenci
Železniška postaja Maribor Studenci je ena izmed železniških postaj v Sloveniji, ki oskrbuje bližnje mariborski predel Studenci.